# Quinzième circonscription de la préfecture d'Osaka
La quinzième circonscription de la préfecture d'Osaka (大阪府第15区, Ōsaka-fu dai-jūgo-ku) est l'une des dix-neuf circonscriptions législatives que compte la préfecture d'Osaka au Japon.

## Description géographique
Entre 1994 et 2013, la quinzième circonscription de la préfecture d'Osaka regroupait les villes de Tondabayashi, Kawachinagano, Matsubara et Ōsakasayama et le district de Minamikawachi.
Depuis 2013, elle comprend les mêmes unités administratives ainsi que l'arrondissement de Mihara de la ville de Sakai.

## Députés
| Législature | Début de mandat | Fin de mandat | Député élu        | Parti politique | Parti politique |
| ----------- | --------------- | ------------- | ----------------- | --------------- | --------------- |
| 41e         | 1996            | 2000          | Naokazu Takemoto  |                 | PLD             |
| 42e         | 2000            | 2003          | Naokazu Takemoto  |                 | PLD             |
| 43e         | 2003            | 2005          | Naokazu Takemoto  |                 | PLD             |
| 44e         | 2005            | 2009          | Naokazu Takemoto  |                 | PLD             |
| 45e         | 2009            | 2012          | Kei Ōtani (ja)    |                 | PDJ             |
| 46e         | 2012            | 2014          | Yasuto Urano (ja) |                 | ARJ             |
| 47e         | 2014            | 2017          | Naokazu Takemoto  |                 | PLD             |
| 48e         | 2017            | 2021          | Naokazu Takemoto  |                 | PLD             |
| 49e         | 2021            | 2024          | Yasuto Urano      |                 | Ishin           |
| 50e         | 2024            | -             | Yasuto Urano      |                 | Ishin           |